# 니콜라이 주콥스키

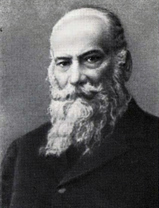

니콜라이 예고로비치 주콥스키(러시아어: Никола́й Его́рович Жуко́вский, 1847년 1월 17일~1921년 3월 17일)는 소련의 물리학자, 유체역학자로써 항공기 날개의 양력(揚力) 발생 이론, 프로펠러의 소용돌이 이론, 날개의 유효 단면 결정 등에 관한 연구 업적이 있다. 또한, 러시아 항공역학 연구 시설의 발달에도 공헌하였다.

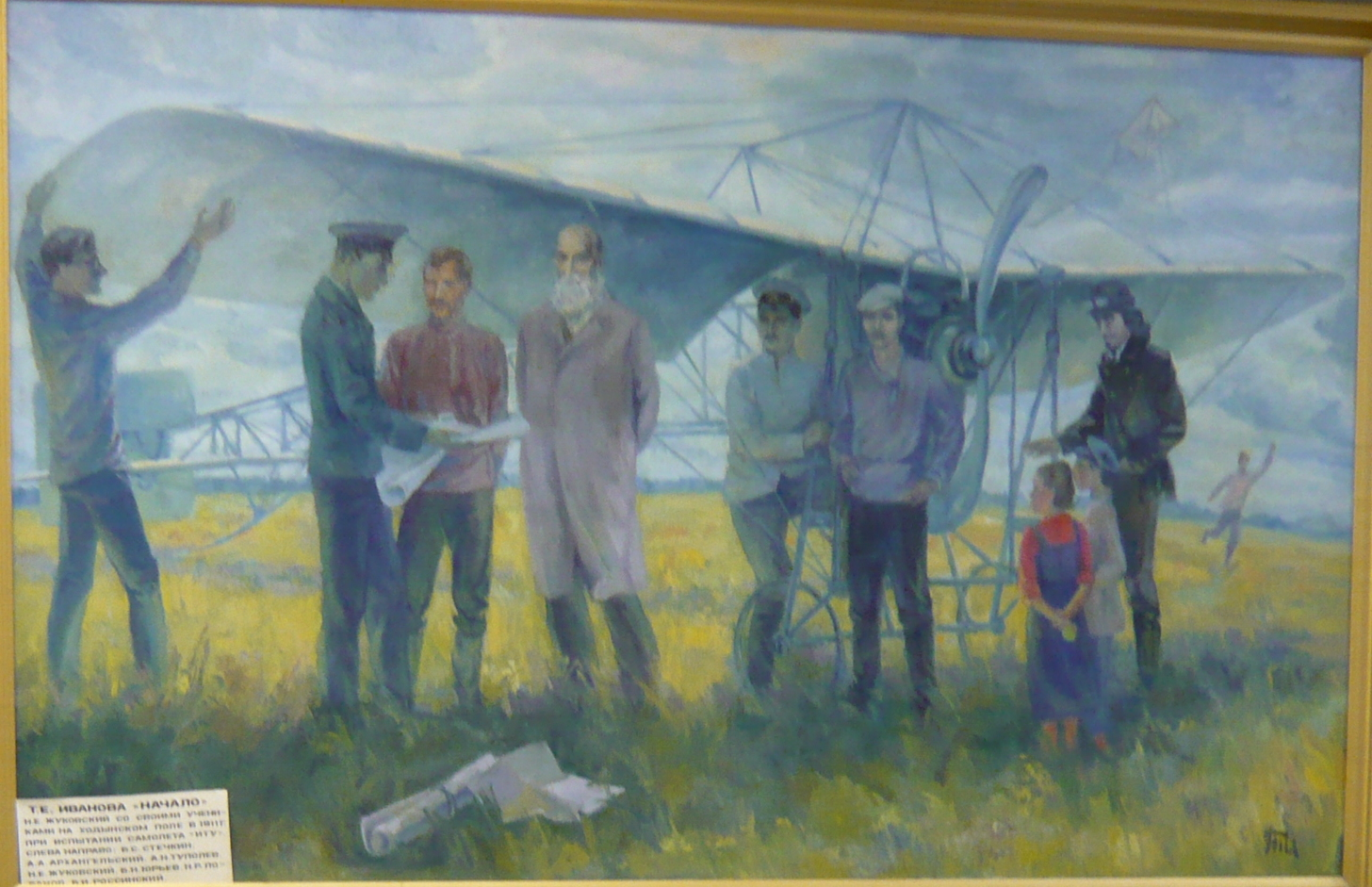
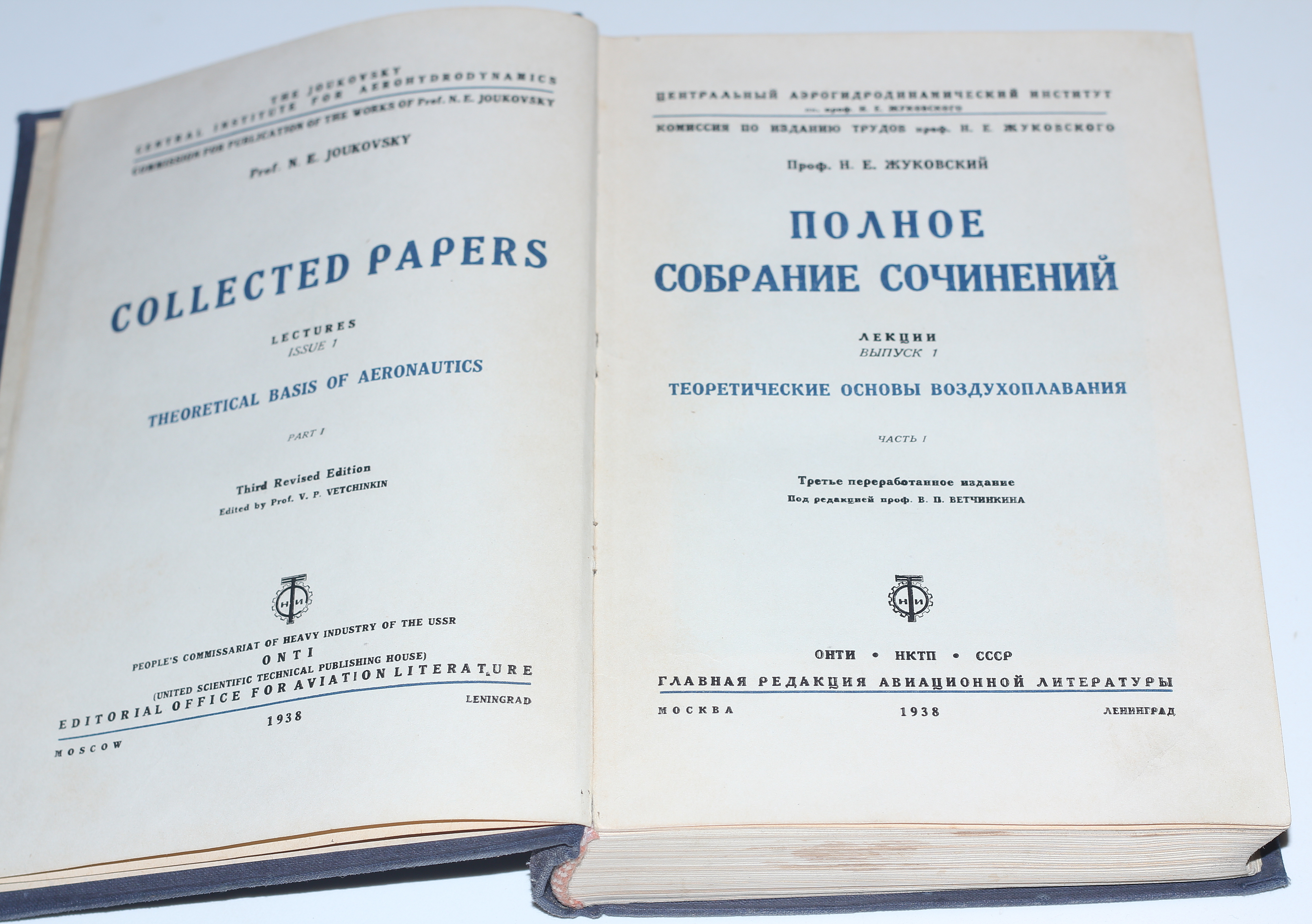
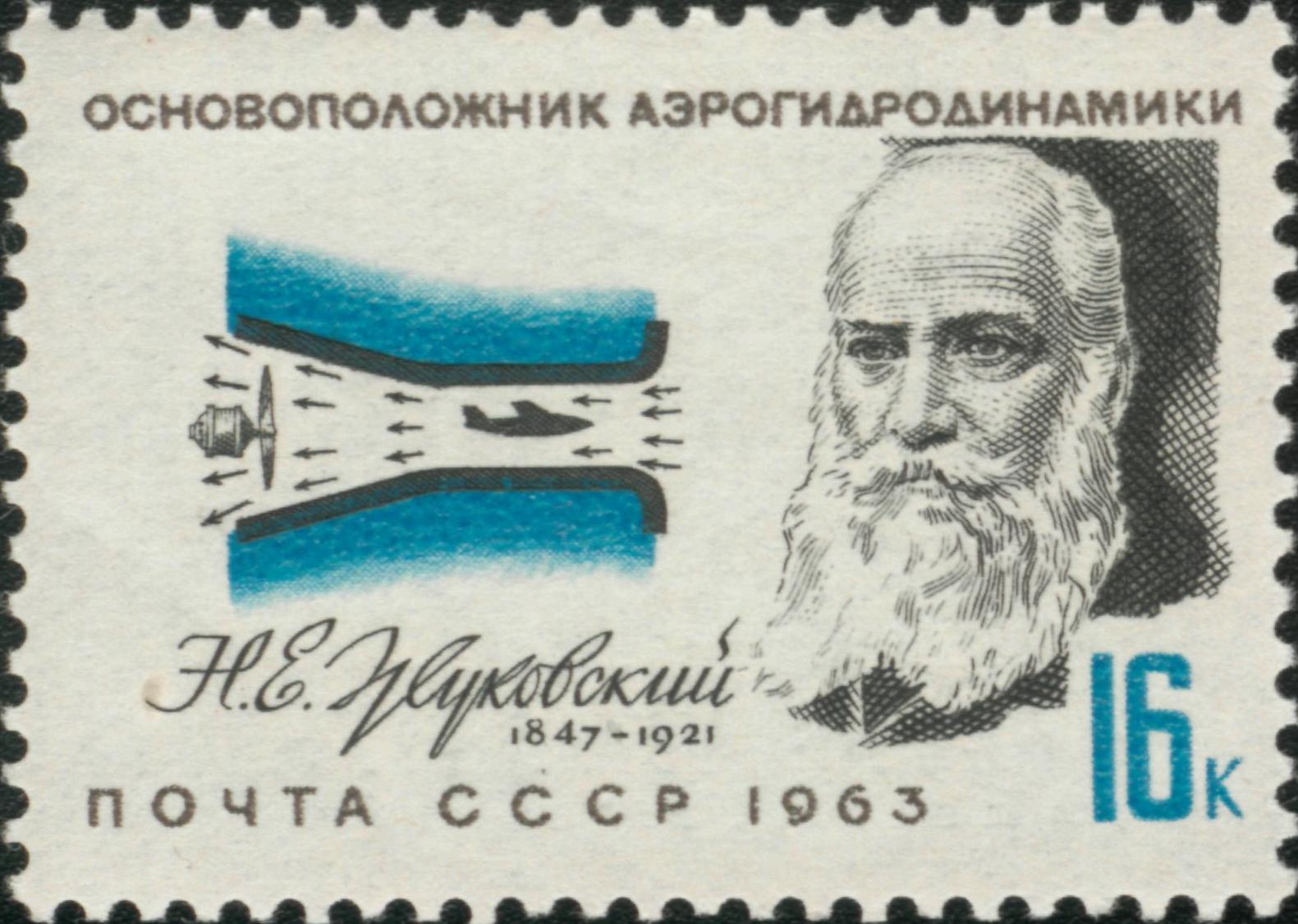

## 같이 보기
- 수격작용
- 쿠타-주콥스키 정리